# 中島佑斗
Yuto-Ice（ゆうと あいす、1997年1月7日 - ）は、日本の男性プロレスラー。
岐阜県大垣市出身。新日本プロレス所属。血液型O型。

## 来歴

### デビュー以前
中学校卒業後、新日本プロレス入門を目指すも書類選考で落選する。
高校進学後、総合格闘技に取り組み、強さを追求。
キックボクシングや柔術でも腕を磨き、2019年6月にニュージーランドのファレ道場に入門。
2020年6月、自身4度目の入門テストで合格し、新日本プロレス入門。

### ヤングライオン時代
2021年2月14日、後楽園ホール大会に上村優也とのデビュー戦で開始直後のグラウンドの攻防で左ヒジを負傷し、レフェリーストップ負け。
2021年10月31日、ビッグパレットふくしま大会で大岩陵平を相手に約8カ月ぶりに復帰戦を行い、10分時間切れ引き分けに終わる。
2022年4月22日、大阪府立体育会館第2競技場（エディオンアリーナ大阪）大会で大岩陵平を破り、プロ初勝利を飾った。
2022年3月6日、NEW JAPAN CUPに初出場。ビッグパレットふくしま大会での1回戦でアーロン・ヘナーレに敗北。
2024年1月5日、墨田区総合体育館大会でヒクレオ＆エル・ファンタズモを相手に壮行試合をおこない、海外武者修行へ旅立った。パートナーはオスカー・ロイベ

### 凱旋
2025年8月17日のG1 CLIMAX有明アリーナ大会第2試合終了後デビッド・フィンレーに呼ばれKnock Out Brother's（K.O.B）としてOSKARとBULLET CLUB・WAR DOGS入りを果たす。